# Maeda Ryoichi
Maeda Ryoichi (sinh ngày 9 tháng 10 năm 1981) là một cầu thủ bóng đá người Nhật Bản.

## Đội tuyển bóng đá quốc gia Nhật Bản
Maeda Ryoichi thi đấu cho đội tuyển bóng đá quốc gia Nhật Bản từ năm 2007.

## Thống kê sự nghiệp
| Đội tuyển bóng đá Nhật Bản | Đội tuyển bóng đá Nhật Bản | Đội tuyển bóng đá Nhật Bản |
| Năm                        | Trận                       | Bàn                        |
| -------------------------- | -------------------------- | -------------------------- |
| 2007                       | 2                          | 1                          |
| 2008                       | 1                          | 1                          |
| 2009                       | 2                          | 0                          |
| 2010                       | 2                          | 0                          |
| 2011                       | 9                          | 4                          |
| 2012                       | 8                          | 4                          |
| 2013                       | 9                          | 0                          |
| Tổng cộng                  | 33                         | 10                         |

### Bàn thắng quốc tế
| #   | Ngày                 | Địa điểm                                            | Đối thủ           | Bàn thắng | Kết quả | Giải đấu                         |
| --- | -------------------- | --------------------------------------------------- | ----------------- | --------- | ------- | -------------------------------- |
| 1.  | 17 tháng 10 năm 2007 | Sân vận động Nagai, Ōsaka, Nhật Bản                 | Ai Cập            | 3–0       | 4–1     | Cúp bóng đá Phi-Á 2007           |
| 2.  | 17 tháng 2 năm 2008  | Trung tâm Thể thao Olympic, Trùng Khánh, Trung Quốc | CHDCND Triều Tiên | 1–1       | 1–1     | Giải vô địch bóng đá Đông Á 2008 |
| 3.  | 17 tháng 1 năm 2011  | Sân vận động Ahmed bin Ali, Al Rayyan, Qatar        | Ả Rập Xê Út       | 0–3       | 0–5     | Asian Cup 2011                   |
| 4.  | 17 tháng 1 năm 2011  | Sân vận động Ahmed bin Ali, Al Rayyan, Qatar        | Ả Rập Xê Út       | 0–4       | 0–5     | Asian Cup 2011                   |
| 5.  | 25 tháng 1 năm 2011  | Sân vận động Al-Gharafa, Doha, Qatar                | Hàn Quốc          | 1–1       | 2–2     | Asian Cup 2011                   |
| 6.  | 11 tháng 11 năm 2011 | Sân vận động Pamir, Dushanbe, Tajikistan            | Tajikistan        | 0–3       | 0–4     | Vòng loại World Cup 2014         |
| 7.  | 24 tháng 2 năm 2012  | Sân vận động Nagai, Ōsaka, Nhật Bản                 | Iceland           | 1–0       | 3–1     | Giao hữu                         |
| 8.  | 3 tháng 6 năm 2012   | Sân vận động Saitama 2002, Saitama, Nhật Bản        | Oman              | 2–0       | 3–0     | Vòng loại World Cup 2014         |
| 9.  | 8 tháng 6 năm 2012   | Sân vận động Saitama 2002, Saitama, Nhật Bản        | Jordan            | 1–0       | 6–0     | Vòng loại World Cup 2014         |
| 10. | 11 tháng 9 năm 2012  | Sân vận động Saitama 2002, Saitama, Nhật Bản        | Iraq              | 1–0       | 1–0     | Vòng loại World Cup 2014         |